# Întîlnirea
Întîlnirea este un film românesc din 1982, regizat de Sergiu Nicolaescu. Rolurile principale sunt interpretate de Ovidiu-Iuliu Moldovan, Ioana Pavelescu, Sergiu Nicolaescu, Vladimir Găitan și Colea Răutu.
Subiectul filmului este reprezentat de sabotarea unui cargou german care transporta arme pe Marea Neagră și încărcarea armelor pe trei șalupe care trebuiau să treacă pe Dunăre. În acest sens, cele două posturi de pază nemțești de pe ambele maluri ale canalului Sfântu Gheorghe urmează a fi atacate de două persoane care nu se cunosc între ele. În acea perioadă, în satul pescăresc din Delta Dunării apar trei străini: un colonel român, un sculptor care fugea de lume și o tânără femeie. O relație de dragoste se înfiripă între sculptor și femeie. Deoarece niciunul dintre cei trei nu știe prea multe lucruri despre ceilalți doi, relațiile dintre ei sunt marcate de suspiciune.
Întîlnirea este unul dintre puținele filme românești, alături de Codin (1962) și Pădurea nebună (1971), care prezintă viața aspră a locuitorilor din Delta Dunării.

## Rezumat
Acțiunea filmului se petrece în anul 1943. Într-un oraș aflat în plin bombardament, doi oameni se întâlnesc în ruinele unei case bombardate. Unul dintre ei (Alexandru Dobrescu) îi încredințează celuilalt o misiune secretă. În noaptea de Revelion urma să plece din Constanța cargoul german Linz cu echipaj românesc; acesta transporta armament spre Crimeea. După Capul Midia, echipajul românesc trebuia să anihileze paza nemțească și să încarce trei șalupe cu arme. Vasul urma să se ciocnească de o mină și să fie scufundat. Pe țărm, în dreptul canalului Sfântu Gheorghe se aflau două posturi de pază ocupate de nemți: un turn cu o cazemată la nord și un post similar la sud. La 1 ianuarie, la ora 12,30, tânărul comunist trebuia să atace postul din sud. Postul din nord urma să fie atacat de o altă persoană cu care se va lua legătura prin telefonul din turn. Numele celeilalte persoane nu este cunoscut, fiind probabil cineva care cunoaște bine locul. Ce doi atacatori ai posturilor de pază urmau să se recunoască între ei prin parola: Pescărușul alb - Califarul negru. Urcați în turn, ei trebuiau să transmită un semnal optic pentru libera trecere a șalupelor format din două mesaje SOS. După trecerea pe Dunăre a celor trei șalupe cu arme, cei doi urmau să încerce să scape de atacatori. Șansele de scăpare erau estimate a fi foarte reduse. Urmărit de agenții Siguranței, tânărul comunist este însă împușcat, iar urmăritorii pun mâna pe harta pe care o avea la el.
În satul pescăresc Putnița din Delta Dunării, situat în apropierea celor două posturi de pază germane, un străin pe nume Andrei Grigoriu (Ovidiu-Iuliu Moldovan) se refugiază de lume, intrând în grupul de pescari care tăiau iarna stuful și-l duceau la cherhana. Își face însă un dușman în Ifrim (Vasile Popa), un pescar bețiv. Acesta îl denunță că se afla de peste 7 zile în satul din zona de frontieră și încă nu se înregistrase, iar străinul singuratic este adus la postul local de jandarmi. Interogat de colonelul Filip (Sergiu Nicolaescu), nou venit în sat, Grigoriu afirmă că paltonul în care se aflau actele i se furase în tren. După propriile spuse, el se născuse în 1910 la București și era de meserie sculptor. A absolvit Școala de ofițeri în rezervă în 1938, obținând gradul de locotenent în Armata Română, și a luptat pe front, fiind grav rănit la plămâni și apoi decorat cu Ordinul Mihai Viteazul. Ca urmare a faptului că a fost rănit, el a fost reformat și trimis acasă. Informațiile oferite de el fiind confirmate de Cercul Teritorial București, Andrei Grigoriu a fost eliberat.
Pescarii consideră că Ifrim este un nelegiuit pentru că l-a denunțat pe Andrei și decid să-l ducă a doua zi într-un loc pustiu și să-l pedepsească. Ei încep să-i strivească mâna, dar Andrei reușește să-l convingă pe Petre (Vladimir Găitan), gazda lui din sat, să-l ierte pe Ifrim.
Într-una din zilele din preajma Crăciunului, cu remorcherul care sosea săptămânal pentru a aproviziona posturile de pază sosește în port și o tânără fată pe nume Ioana Dumbravă (Ioana Pavelescu). Ea îl roagă pe Andrei să o ajute, dându-se drept logodnica lui față de soldații de la postul de jandarmi. După sosirea fetei, Andrei se mută într-o cabană de pe plajă. Crezând că cei doi s-au certat, colonelul Filip o convinge pe Ioana să se ducă și ea acolo pentru a se împăca. După spusele ei, Ioana era studentă în anul IV la Facultatea de Științe Naturale din București și venise în sat în căutarea unei persoane. Atât Andrei, cât și colonelul, își dau seama că ea minte deoarece nu reușea să facă deosebire între un pescăruș și un călifar și afirmase că Andrei fusese rănit la picior și nu la plămân. Cei doi locuiesc câteva zile în cabana de pe plajă, plimbându-se pe malul mării unde se întâlnesc uneori cu colonelul Filip.
În seara de Crăciun, colonelul îi invită pe Andrei și Ioana la cârciuma din sat. El le mărturisește că în viața sa civilă era polițist. Colonelul pierde în fața Ioanei la jocul de cărți. La cârciumă, Ifrim îl amenință cu moartea pe Andrei, dar Filip intervine și-i desparte. Un pic mai târziu, Ioana îi reproșează lui Andrei că s-a retras de lume din cauza egoismului; fostul ofițer afirmă că a înțeles că războiul este inutil și că ucidea doar ca să se apere. El a refuzat de atunci să mai ucidă și a fost apoi rănit pe front, fiind trimis în țară.
În noaptea de Revelion, colonelul Filip vine la cabana de pe plajă pentru a-și lua revanșa la cărți și câștigă de această dată. După plecarea colonelului, Ioana îi spune lui Andrei de planul privind asigurarea trecerii celor trei șalupe cu arme pe Dunăre și îl roagă s-o ajute. Fiecare din ei urma să ocupe câte unul dintre cele două posturi de pază nemțești: Andrei postul din nord, iar Ioana postul din sud. În acea noapte, cargoul german Linz sare în aer. Postul din sud este atacat de colonelul Filip, care-i ucide pe cei 15-20 soldați de pază și dă semnalul optic pentru trecerea șalupelor. În același timp, Andrei, care citise un bilet în care Ioana îi scria că îl iubește, atacă postul din nord, îl ocupă și dă și el semnalul optic. Ioana ajunge la postul din nord, iar colonelul Filip îi spune că primise o telegramă prin care era anunțat că ea este agent al Siguranței, iar jandarmii erau rugați să o sprijine în acțiunile sale. În timp ce Ioana îl amenința cu pistolul pe Filip, un soldat german apare brusc în spatele ei și o împușcă.
Andrei o găsește moartă pe Ioana și crede că ea a fost împușcată de Filip. El încearcă să-l ucidă pe colonel pe la spate, dar este împușcat de acesta. Filip îl ia în spate pe Andrei, care fusese grav rănit, și îl urcă într-o barcă, încercând să se salveze de soldații germani care trag asupra lor cu mitraliera.

## Distribuție
- Ovidiu-Iuliu Moldovan — sculptorul Andrei Constantin Grigoriu, fost ofițer
- Ioana Pavelescu — Ioana Dumbravă, agentă a Siguranței Statului
- Sergiu Nicolaescu — colonelul Filip, fost polițist
- Vladimir Găitan — pescarul Petre, gazda lui Grigoriu
- Colea Răutu — pescarul cântăreț Tănase
- Virgil Flonda — pescarul bigot Scoruș
- Mihai Mălaimare — soldatul jandarm Ilie
- Cornel Gîrbea — șeful postului de jandarmi „Unirea” din satul Putnița
- Victorița Dobre-Timonu — Maria, soția lui Petre
- Vasile Popa — pescarul Ifrim
- Adrian Mihai
- Dumitru Crăciun — pescar bărbos
- Dumitru Ghiuzelea
- Constantin Păun
- Ilie Vlaicu
- Marian Crăciun
- Dana Mladin — Ana, fetița lui Petre
- Ion Munteanu — Neluțu, băiatul lui Petre
- Alexandru Dobrescu — omul care prezintă planul (nemenționat)
- Liviu Manolache — Tudorică (nemenționat)

## Producție
Scenariul acestui film a fost scris de romancierul Bujor Nedelcovici. Proiectul acestei producții cinematografice datează din anul 1971, atunci când se aniversau 50 de ani de la înființarea Partidului Comunist din România. Întîlnirea urma a fi un film jubiliar, dar regizorul Sergiu Nicolaescu a afirmat că nu a vrut să participe la această aniversare cu o realizare artistică, el fiind ocupat în acel an cu realizarea filmelor Atunci i-am condamnat pe toți la moarte și Cu mîinile curate.
Vorbind despre acest proiect, Nicolaescu afirma într-un interviu publicat în revista Cinema (nr. 2/1972) că pentru personajele principale ale filmului „primează împlinirea datoriei, a fiecăruia în felul său”. După afirmațiile proprii, Sergiu Nicolaescu a declarat că a fost inspirat în realizarea acestui film de cinematografia franceză, ca subiect și ca abordare.
Filmările au avut loc iarna în Delta Dunării și pe malul Mării Negre, la temperaturi de – 15 grade. În scena finală, regizorul a căzut în mare, dar nu s-a îmbolnăvit nici măcar de guturai. Vorbind despre acest film, Sergiu Nicolaescu a afirmat: „Iată-mă abordând un nou gen de film: suspans, dragoste, final surprinzător. (...) În locuri din natură de o aspră frumusețe, pline de poezie, se întâlnesc doi bărbați și o femeie. Dar întâlnirea era planificată doar pentru doi. Cine este intrusul veți afla în scena finală. Acest film este un nou prilej pentru a arăta relațiile speciale ce se stabilesc între oamenii adevărați și curajoși aflați în condiții excepționale.”.
O parte din muzica de pe coloana sonoră a filmului a fost compusă de Ennio Morricone.

## Recepție
Filmul Întîlnirea a fost vizionat de 2.271.047 de spectatori la cinematografele din România, după cum atestă o situație a numărului de spectatori înregistrat de filmele românești de la data premierei și până la data de 31.12.2006 alcătuită de Centrul Național al Cinematografiei.
Jurnalistul Cristian Tudor Popescu, doctor în cinematografie și profesor asociat la UNATC, considera Întîlnirea drept un film cu caracter politic și propagandistic al epocii comuniste, care descrie lupta comuniștilor în ilegalitate și în perioada cuceririi puterii.
Analizând acest film, criticul Călin Căliman îl consideră „un suspans polițisto-lirico-psihologic” care se petrece într-un decor insolit, Delta înghețată care devine ea-însăși un „personaj” datorită imaginilor de efect ale operatorului Nicolae Girardi.
Criticul Tudor Caranfil a dat filmului o stea din cinci și a făcut următorul comentariu: „Un sculptor conduce, în decembrie 1943, desantul patriotic având misiunea de a captura un vapor cu armament destinat hitleriștilor. Când Siguranța își vâră propriul om în rețea, falsa „legătură” trebuie demascată. Un film de cameră și atmosferă în Delta înghețată, dar și o tentativă de dramă psihologică. Din momentul în care fiecare încearcă să-și descopere «legătura» reală, complicata relație concepută de scenaristul Bujor Nedelcovici impune asigurarea concomitentă a secretului față de cel de-al treilea, cel infiltrat. Situația creează însă confuzie nedorită la nivelul percepției spectatorului, iar neverosimilul e strident încă de la primele imagini.”